# Thomas Smith (Sportschütze)
Thomas Devine Smith III (* 30. Oktober 1931 in Sabinal, Texas; † 17. Mai 2022 in Oklahoma City, Oklahoma) war ein US-amerikanischer Sportschütze und Oberstleutnant der United States Air Force.

## Karriere
Thomas Smith kam in Sabinal als Sohn von Thomas Devine Smith II und dessen Frau Mary auf die Welt. Er wuchs in San Antonio auf und kam als Teenager mit dem Schützen Adolf Topperwein in Kontakt und erlernte von ihm das Pistolenschießen. Smith besuchte die Alamo Heights High School und studierte danach an der Abilene Christian University.
1953 trat Smith der United States Air Force bei. In seinen 17 Jahren bei der Luftwaffe wurde er 16 mal befördert. Am 13. Januar 1966 war Smith Pilot eines Militärflugzeugs, welches vom türkischen Izmir nach Neapel in Italien flog. Als das Flugzeug mitten im Flug explodierte, stürzte Smith ohne Fallschirm aus 1.525 Metern in die Tiefe und landete auf dem schneebedeckten Aroania in Griechenland. Als er nach mehreren Stunden der Bewusstlosigkeit wieder aufwachte, brachte er mehrere Überlebende zum Heck des Flugzeugs, das in der Nähe lag und deckte sie mit Fallschirmen zu. Von den fünf anderen Überlebenden starben zwei in der ersten Nacht. Smith war unterkühlt, also fing er an zu trainieren, um sich warmzuhalten, und blieb über 48 Stunden wach. Er legte einen roten Fallschirm als Markierung aus, wodurch die Gruppe schließlich nach drei Tagen und zwei Nächten gerettet werden konnte. Smith und drei weitere Personen überlebten. Für diese Leistung wurde Smith vom General Bruce K. Holloway, dem Oberbefehlshaber der United States Air Forces in Europa, die Airman’s Medal verliehen. 1979 beendete Smith seine militärische Laufbahn als Oberstleutnant.
Als Sportschütze war Smith bei den Panamerikanischen Spielen 1963 sehr erfolgreich. Dort gewann er Gold mit der Großkaliberpistole sowohl im Einzel als auch mit der Mannschaft. Mit 597 von möglichen 600 Punkten übertraf er dabei zudem den bisher bestehenden Weltrekord von 591 Punkten. Bei den Olympischen Spielen 1968 wurde er im Wettkampf mit der Freien Pistole Achter.
Nach seiner Militärkarriere zog Smith nach Buffalo, Wyoming, und heiratete dort seine Frau Ann Cusak. Nach dem Tod seiner Frau zog er nach Oklahoma City. Dort lernte er 1986 seine zweite Ehefrau Barbara kennen, die er drei Jahre später heiratete. Smith trat dem OKC Safari Club bei und war dort zwei Jahre als Präsident aktiv. Später war er bei der Ausbildung von militärischen Scharfschützen der Oklahoma Highway Patrol tätig.